# Браун, Эндрю (музыкант)
Эндрю Браун (англ. Andrew Brown; 25 февраля 1937, Джэксон, Миссисипи, США  — 11 декабря 1985, Харви, Иллинойс, США) — американский блюзовый гитарист, вокалист и автор песен. Лауреат Blues Music Awards в номинации «Альбом современного блюза» (1982) .

## Биография
Эндрю Браун родился в Джексоне, штат Миссисипи, 25 февраля 1937 года и еще в юном возрасте обнаружил в себе талант гитариста. В Джексоне, будучи ещё ребёнком, он играл с популярным биг-бэндом Джо Дайсона и даже имел возможность сыграть с Чарли Паркером. В 1946 году он переехал в Чикаго. В подростковом возрасте Эрл Хукер показал ему несколько приёмов игры, и уже в начале 1950-х Эндрю Браун выступал в клубах южной стороны Чикаго и пригородных клубах. Там же в Чикаго он познакомился со своими современниками Мэджиком Сэмом и Фредди Кингом и выступал с ними. Кроме того, он аккомпанировал Дениз ЛаСаль и работал в ансамбле Бэби Фейс Уиллетта. Тогда, когда его карьера пошла вверх и он начал входить в свой музыкальный образ, Эндрю Браун был призван в армию.
Из армии Эндрю Браун вернулся в 1962 году, устроился на работу на сталелитейный завод. Вместе с тем, он полностью не оставил карьеру музыканта, продолжая периодически выступать. В 1962 году он записал свой первый сингл, You Better Stop для лейбла UA, а затем 45s для лейбла Four Brothers. Оба сингла представляли собой «хорошо сделанный городской блюз» , однако большой популярности синглы не принесли, но песни «You Better Stop» и «You Ought To Be Ashamed» (сторона B второго сингла) стали блюзовыми стандартами , демонстрируя  «плавную, лаконичную соло-гитару и проникновенный вокал». В дальнейшем он спорадически работал на творческом поприще, выступая в клубах и записываясь как сайдмен с другими музыкантами, в частности с Джимми Джонсоном и Дениз ЛаСаль. Как отмечено обозревателем Alligator Records «Эндрю был музыкантом-подмастерьем, и его репертуар включал джаз, баллады, госпел и соул. Его универсальность позволяла ему выступать играя на электрооргане и альт-саксофоне, и естественно на гитаре. В пятницу он мог работать в джазовом органном трио в коктейль-баре, в субботу втиснуться в смокинг и петь соул-баллады на собрании официального клуба афроамериканцев в бальном зале отеля, а в воскресенье выдавать рок-гитарный блюз в подвальном баре» . 
В 1973 году Эндрю Браун пришёл в студию и за свой счёт, за полчаса (на сколько хватило денег) записал четыре песни. Как и в случае с предыдущими синглами, музыка была агрессивной, но продвижение дисков — нет, и в результате Эндрю Браун оставил музыкальную карьеру. В середине 1970-х он перенёс сердечный приступ, а затем и вовсе получил серьёзную травму спины, работая грузчиком на фабрике, и несколько месяцев лежал на вытяжении. После этого Эндрю Браун стал неспособен к физическому труду, и возобновил карьеру. Он выступал как и в прошлом, лишь в Чикаго, изредка посещая соседние штаты. 
В 1979 году Alligator Records записала Эндрю Брауна для своей известной антологии чикагского блюза Living Chicago Blues, Vol. 4. Это принесло Брауну известность за пределами Чикаго, в частности, в Европе, что позволило отправиться туда на гастроли и выпустить два альбома на европейских лейблах. Альбом Big Brown’s Chicago Blues, выпущенный голландским лейблом Black Magic в 1982 году был признан лучшим альбомом современного блюза на церемонии Blues Music Awards. В 1983 году Эндрю Браун выпустил второй альбом. Вторые гастроли в Европе в ноябре 1984 года не состоялись: Эндрю Браун почувствовал себя плохо  Ему был диагностирован рак лёгкого, от которого он и умер в больнице Ingalls Memorial Hospital в Харви. Он оставил после себя жену, дочь и трёх сыновей. 
В 2006 году Black Magic выпустила все записи музыканта, за исключением сделанных для Alligator Records, в одной антологии Big Brown's Blues. Обозреватель альбома отмечает: «Он переходит от рок-шаффла, как в „No More Talking“, к блюзовой балладе „Your Love is Important to Me“, затем переходит к фанк-груву в „Mary Jane“. Дик Шурман [продюсер альбомов] попросил его сделать каверы на некоторые песни, включая „Tin Pan Alley“…потрясающую версию „Blue Monday“ Джеймса, „Thunderbird“ Дэвиса, „I Want to Do (Everything For You)“ Джо Текса и классику Бобби Блэнда „Lead Me On“. Несколько песен немного больше ориентированы на рынок чистого соула, но также исполнены очень убедительно» . 
По словам Брюса Иглауэра, главы Alligator Records, Эндрю Браун был «гитаристом под джазовым влиянием, с округлым, мягким звуком» .

## Дискография
- 1980 Living Chicago Blues, Vol. 4 (Alligator)
- 1981 Big Brown’s Chicago Blues (Black Magic)
- 1983 On The Case (Double Trouble)